# Мечеть Джульфалар
Мечеть Джульфалар (азерб. Culfalar məscidi) — мечеть на улице У. Гаджибекова в квартале (мехелле) Джульфалар города Шуша.
Распоряжением Кабинета министров Азербайджанской Республики от 2 августа 2001 года мечеть Джульфалар взята под охрану государства как архитектурный памятник истории и культуры местного значения (инв № 5092).

## Описание
По архитектурной композиции главного фасада, мечеть Джульфалар относилась к типу шушинских квартальных мечетей с плоским фасадом и асимметричным входом. По архитектурно-конструктивному решению внутреннего пространства, мечеть относилась к типу шушинских квартальных мечетей с единым объёмом и плоским деревянным потолком. В мечети, как и в других квартальных мечетях города, в глубине молитвенного зала, напротив михраба, на втором ярусе была предусмотрена небольшая открытая галерея, обрамлённая тремя стрельчатыми арками. Эта галерея предназначалась для женщин.